# Ай-Эмторъёган
Ай-Эмторъёган (устар. Ай-Эмтор-Ёган) — река в России, протекает по территории Пуровского и Красноселькупского районов Ямало-Ненецкого автономного округа, и Нижневартовского района Ханты-Мансийского автономного округа. Устье реки находится в 391 км по левому берегу реки Тольки. Длина реки — 22 км.

## Данные водного реестра
По данным государственного водного реестра России, относится к Нижнеобскому бассейновому округу, водохозяйственный участок реки — Таз, речной подбассейн отсутствует. Речной бассейн реки — Таз.
Код объекта в государственном водном реестре — 15050000112115300066229.